# Chaetodontoplus
Chaetodontoplus es un género de peces marinos de la familia Pomacanthidae.

## Especies
El Registro Mundial de Especies Marinas acepta las siguientes especies en el género:
- Chaetodontoplus ballinae (Whitley, 1959).
- Chaetodontoplus caeruleopunctatus (Yasuda & Tominaga, 1976).
- Chaetodontoplus chrysocephalus (Bleeker, 1854).
- Chaetodontoplus conspicillatus (Waite, 1900).
- Chaetodontoplus dimidiatus (Bleeker, 1860).
- Chaetodontoplus duboulayi (Günther, 1867).
- Chaetodontoplus melanosoma (Bleeker, 1853).
- Chaetodontoplus meredithi (Kuiter, 1989).
- Chaetodontoplus mesoleucus (Bloch, 1787).
- Chaetodontoplus niger (Chan, 1966).
- Chaetodontoplus personifer (McCulloch, 1914).
- Chaetodontoplus poliourus (Randall & Rocha, 2009)
- Chaetodontoplus septentrionalis (Temminck & Schlegel, 1844).
- Chaetodontoplus vanderloosi (Allen & Steene, 2004)

Aunque se han comercializado ejemplares de C. chrysocephalus como si fueran de una nueva especie: Chaetodontoplus cephalareticulatus (Shen y Lim 1975), ITIS clasifica esta supuesta especie como sinonimia de C. chrysocephalus, y el Registro Mundial de Especies Marinas no la reconoce como especie.